# Koszmosz–367
A Koszmosz–367 szovjet USZ–A aktív radarfelderítő műhold szolgálati repülése volt.

## Küldetés
A szovjet Legenda tengeri felderítő rendszerhez készült USZ–A típusú, aktív radarberendezéssel felszerelt felderítő műhold. A repülés a radarfelderítő műhold első kísérleti indítása volt, melynek során tesztelték a berendezést. A műholdba a BESZ–5 Buk nukleáris termoelektromos generátor teljes méretű makettjét építették. A Koszmosz–209 programját folytatta.

## Jellemzői
1970. október 3-án a Bajkonuri űrrepülőtér indítóállomásról egy Ciklon-2A hordozórakétával juttatták Föld körüli, közeli körpályára. Az orbitális egység pályáját egy manőverrel állították 104,5 perces, 65,3 fokos hajlásszögű, elliptikus pálya perigeuma 932 kilométer, apogeuma 1030 kilométerre. Hasznos tömege 3800 kilogramm. 2010-ben az űregység orbitális pályáját még korrigálták (28 alkalommal), biztosítva a közel körpályás haladási magasságot. Felépítése hengeres, átmérője 1.3 méter, magassága 10 méter.
Szolgálati idejének vége ismeretlen.